# Thecabius anemoni
Thecabius anemoni är en insektsart som först beskrevs av Shinji 1922.  Thecabius anemoni ingår i släktet Thecabius och familjen långrörsbladlöss. Inga underarter finns listade i Catalogue of Life.